# Faggi
Faggi is een Italiaans historisch merk van motorfietsen.
De firmanaam was: Motocicli Pietro Faggi, Milano.
Toen Pietro Faggi in 1950 motorfietsen ging bouwen koos hij voor inbouwmotoren van buitenlandse merken: Duitse ILO-tweetaktmotoren van 125- en 175 cc en Britse Villiers-tweetaktmotoren van 123- en 198 cc. Ze waren leverbaar met twee of drie versnellingen. Met dezelfde motorblokjes werden ook triporteurs geleverd. De productie werd echter al in 1953 beëindigd.